# جائحة فيروس كورونا والعنف المنزلي

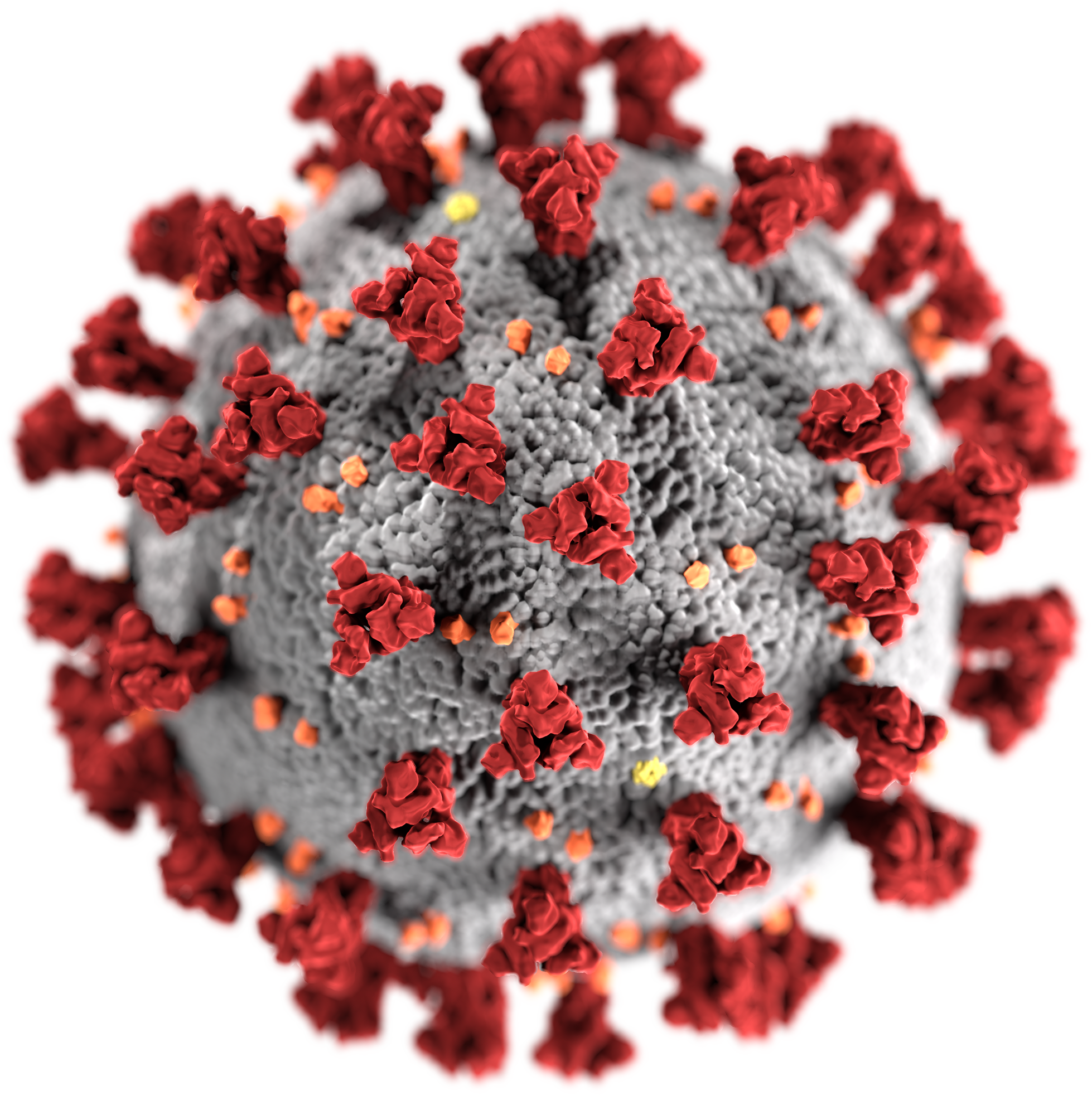

وسط جائحة فيروس كورونا 2019-2020 أبلغت العديد من البلدان عن زيادة في العنف المنزلي وعنف الشريك الحميم. الأمين العام للأمم المتحدة أنطونيو غوتيريس مشيرًا إلى «الطفرة العالمية المروعة» أطلق على العنف المنزلي «وقف إطلاق النار». أصدر البرلمان الأوروبي بيانًا صحفيًا يتناول معالجة القضية «لن نترك نساء أوروبا بمفردهم» وطلب من الدول الأعضاء زيادة الدعم لضحايا العنف المنزلي أثناء الوباء.
أدت الأوبئة وانعدام الأمن المالي والتوتر وعدم اليقين إلى زيادة العدوان في المنزل الذي شهدناه سابقًا مع الأزمة المالية العالمية في عام 2009 والكوارث الطبيعية مثل زلزال كرايستشيرش، حيث يتمكن المعتدون من السيطرة على كميات كبيرة من ضحايا حياتهم اليومية. كما يشهد العنف المنزلي ارتفاعًا عندما تقضي العائلات المزيد من الوقت معًا، مثل عطلة عيد الميلاد. كما صرحت وزيرة العدل الفرنسية مارلين شيابا «الحبس هو أرض خصبة للعنف المنزلي».

## الوضع حسب البلد

### أستراليا
قالت الحكومة الأسترالية أن جوجل سجلت أكبرعدد من عمليات البحث عن طلب المساعدة للعنف المنزلي في السنوات الخمس الماضية أثناء تفشي المرض. ذكرت شرطة أستراليا الغربية زيادة بنسبة 5% في تقارير العنف المنزلي مقارنة بالعام السابق. ذكر تقرير صادر عن مجموعة العمل المعنية بالنوع الاجتماعي وCOVID-19 أن من بين 400 عامل في الخطوط الأمامية ممن شملهم الاستطلاع أفادوا أن 40% منهم أبلغوا عن زيادة في طلبات المساعدة، وكما شهد 70% زيادة في مدى تعقد الحالات.

### بلجيكا
في 23 آذار 2020، أفاد خط المساعدة الفلمنكي (فلامسي هولبلين) أن العديد من مناطق الشرطة والباركيه في بلجيكا أبلغت عن ارتفاع العنف العائلي بعد أن دخلت البلاد بحجر منزلي في 12 آذار. مستشهدة بالزيادة المبلغ عنها في العنف المنزلي في الصين وفرنسا والأدلة القصصية من خدمات المساعدة على الإساءة البلجيكية عبر الإنترنت، أعلنت جامعة جينت في 13 نيسان 2020 أنها بصدد بدء تحقيق وطني في العنف لتقييم حجم المشكلة، مشيرةً إلى أنها تخشى «أزمة العنف المنزلي» وتريد إبلاغ وتحذير السياسيين والعاملين في مجال الرعاية الصحية.

### الصين
أخبر الناشط المناهض للعنف المنزلي وضابط الشرطة المتقاعد ومقره جينغتشو (وان فاي) النغمة السادسة في 2 آذار 2020 أن عدد حالات العنف المنزلي المبلغ عنها إلى مركز شرطة قريب قد تضاعف ثلاث مرات في شباط 2020 مقارنة بشهر شباط 2019. وقال «وفقًا لإحصائاتنا، فإن 90% من أسباب العنف مرتبطة بوباء COVID-19»، مشيرًا إلى قلق الحجر الصحي وانعدام الأمن الاقتصادي وضعف شبكات دعم الضحايا. في مقاطعة هوباي بالصين، زادت تقارير العنف المنزلي للشرطة إلى أكثر من ثلاثة أضعاف مقارنة بالعام السابق، حيث قفزت من 47 حالة في شباط 2019 إلى 162 حالة في شباط 2020 .

### فرنسا
أعلن وزير الداخلية الفرنسي كريستوف كاستانر في 26 آذار2020 أنه كانت هنالك زيادة بنسبة 36% في تدخل الشرطة بحالات العنف المنزلي في باريس بعد سن إجراءات الإغلاق والحجر. في الأسبوع الأول من إغلاقها، شهدت فرنسا ارتفاعًا بنسبة 30% في حالات العنف المنزلي. وردًا على ذك قدم إمكانية طلب المساعدة للضحايا من الإناث في الصيدليات، وكلف الشرطة أن تكون بحالة تأهب قصوى للعنف المنزلي أثناء الإغلاق.

### الهند
شهدت اللجنة الوطنية للمرأة (NCW) ارتفاعًا أكبر بأكثر من الضعف في العنف القائم على نوع الجنس خلال فترة الإغلاق في الهند. ارتفع إجمالي الشكاوى من النساء من 116 في الأسبوع الأول من آذار إلى 257 في الأسبوع الأخير. بين 23 آذار و16 نيسان، سجلت اللجنة الوطنية للمرأة 587 شكوى من العنف المنزلي، أي بزيادة 45% تقريبًا عن الأيام الخامسة والعشرين السابقة. العوامل التي تزيد من تفاقم الوضع تتضمن الحبس والمخاوف المالية بسبب الإغلاق وعدم الوصول إلى الكحول. كان هنالك أيضًا ثلاثة أضعاف ارتفاع بلامبالاة الشرطة تجاه شكاوي النساء، حيث كانت الشرطة مشغولة بأوامر الإغلاق.قالت الناشطة الهندية في مجال حقوق المرأة كافيتا كريشنان أن النساء أخبروها لو أن الحكومة الهندية قد حذرت من الإغلاق، كان بإمكانهن محاولة الانتقال إلى مواقع أكثر أمانًا في الوقت المناسب.

### إيرلندا
تلقت الشرطة الإيرلندية زيادة كبيرة في عدد المكالمات المتعلقة بالعنف المنزلي، حيث ذكر بعض الضحايا أنهم اضطروا للفرار إلى سياراتهم لطلب المساعدة. وقالت ساره بنسون، رئيسة منظمة مساعدة المرأة الخيرية، للصحفيين أن الاتجاه الذي رأته هو التهديد الذي يشكله الفيروس وأخطاره والتلاعب بالضحايا وإساءة معاملتهم. ردد الرئيس التنفيذي لشركة Safe Ireland هذاالقول بأن الفيروس كان يتم تسليحه ضدهم، حيث ذكر بعض الضحايا أنهم لم يدركوا مدى سوء الأمر حتى الآن. كانت 21 من النساء اللاجئات في الولاية المزدحمة في آذار، مع نقل بعض الضحايا وأطفالهم إلى AirBnB للسماح بالتباعد الاجتماعي.

### إيطاليا
في إيطاليا كان هنالك انخفاض حاد في المكالمات إلى خطوط المساعدة الخاصة بالعنف المنزلي. شهدت مجموعة دعم أخرى في فرنسا نفس الاتجاه لانخفاض المكالمات. قد يعزى هذا إلى النساء اللاتي يجدن صعوبة في طلب المساعدة خلال فترة الإغلاق. كما ذكرت مجلة Time أن «الإغلاق الإلزامي حاصرهم في منازلهم مع المعتدين عليهم، معزولين عن الناس والموارد التي يمكنها مساعدتهم».

### الأردن
انتشرت إحدى مقاطع الفيديو التي نشرتها امرأة في الأردن، حيث وثقت الانتهاكات التي عانت منها بسبب والدتها وإخوتها، قبل أن يقوم اتحاد النساء الأردنيات بإخراجها وابنها من المنزل.

### نيوزلندا
شهدت مؤسسة خيرية مقرها نيوزلندا زيادة في العنف الأسري مثل الأشقاء ضد الأشقاء، وشدد الأجداد على رعاية الأطفال وإساءة معاملة الأزواج والمراهقين الذين يتقاتلون مع الوالدين. في يوم الجمعة العظيمة، أبلغت الشرطة النيوزيلندية عن ارتفاع بنسبة 20% في الحالات يوم الأحد الأول بعد الإعلان عن الإغلاق في 29 آذار، مقارنة بالأسابيع الثلاثة الماضية.

### هولندا
صرح معهد أتريا للمساواة بين الجنسين وتاريخ المرأة في أواخر آذار أنه «في أوقات الأزمات مثل- الكوارث الطبيعية، الحروب والأوبئة – يزداد خطر العنف القائم على نوع الجنس»، وأشار إلى أن الشبكة الوطنية للمنزل بأمان (Landelijk Network VeiligThuis,LNVT) كانت قلقة من ارتفاع حوادث العنف الجديدة في هولندا. أبلغ هاتف الأطفال (Kindrtelefoon) وهي منظمة هولندية غير ربحية تساعد الأطفال (بشكل سري) في التعامل مع المشكلات المختلفة، أبلغت عن زيادة بنسبة 50% في المكالمات – معظمها يتعلق بالاعتداء والعنف المنزلي والجنسي – في الأسبوعين التاليين لدخول هولندا في شبه إغلاق في منتصف آذار. في 31 آذار، أبلغت خدمات المساعدة عبر الإنترنت Strek Huis وFier عن زيادة الأشخاص الذين يتصلون بهم من خلال الدردشة بسبب التوترات والتصعيد اللفظي في المنزل (لاحظ Fier زيادة بنسبة 20% في المحادثات ومضاعفة عدد حوادث العنف المنزلي التي حدثت في آذار مقارنة بشهري كانون الثاني وشباط 2020)، من ناحية أخرى، لم يسجل Safely Home حتى الآن ارتفاعًا ملحوظًا، حتى أن الشرطة الوطنية لاحظت انخفاضًا بنسبة 21% مقارنة بنفس الأسبوع في عام 2019. ولكن في اليوم نفسه، لاحظت منطقة شرطة هولندا الوسطى ارتفاعًا في المشاجرات المنزلية وحوادث العنف والاعتداء على الأطفال بسبب التوترات المتزايدة في الأسابيع السابقة، ودعت الناس إلى اليقظة والاستمرار دائمًا في الإبلاغ عن إشارات العنف المنزلي والإساءة للاطفال.

### الباكستان
أفاد أخصائيو الصحة العقلية في الباكستان أن حالات العنف المنزلي ارتفعت في البلاد أثناء الإغلاق. كما أعدت وزارة حقوق الإنسان خط مساعدة وطني للإساءات المنزلية. أنشأت الهيئة الوطنية لإدارة الكوارث في الباكستان «خلية خاصة بالجنس والطفل» للتعامل مع حالات العنف المنزلي.

### تونس
أعلنت الوزيرة التونسية للمرأة والأسرة والطفولة وكبار السن أن البلاغات التي تلقاها خط الوزارة الخاص بالعنف المنزلي على النساء تضاعفت خمس مرات ما بين يومي 23 مارس و27 مارس.

### تركيا
أفاد النشطاء في تركيا أن مقتل النساء ارتفاع بشكل حاد منذ صدور أول أمر بالبقاء في المنزل في 11 آذار مع مقتل ما لا يقل عن 12 امرأة بين أمر البقاء في المنزل وحتى نهاية الشهر. رددت رئيسة الاتحاد التركي للجمعيات النسائية هذه التعليقات، مشيرة إلى أن الخطوط الساخنة في حالات الطوارئ كانت لديها زيادة في عدد المتصلين وسط تفشي المرض، حيث تم تحديد الإساءات الجسدية والنفسية.

### لبنان
أعلن التجمع النسائي الديمقراطي أن نسبة بلاغات العنف المنزلي التي تلقاها زادت بنسبة 60% في شهر مارس. أكدت منظمة «أبعاد» ومنظمة «كفى» على ارتفاع معدل العنف المنزلي وتنوع أشكاله حسب المكالمات التي وردت إلى كلٍ منهما.

### المملكة المتحدة
في 28 آذار، حذرت شرطة ليسترشاير من ارتفاع العنف المنزلي بسبب أزمة كورونا، قائلة أن الناجين يواجهون الآن عزلة طويلة الأمد في منازلهم مع المعتدين عليهم، في حين تسببت المخاوف الصحية وفقدان الوظائف للآخرين في التعرض للإساءة لأول مرة. في 30 آذار 2020، تم تعليق رخصة الملاكمة لبيلي جو سوندرز بطل العالم من قبل مجلس الملاكمة البريطاني للسيطرة (BBBofC) بعد مشاركة مقطع فيديو خلال وباء فيروس كورونا الذي عزز العنف المنزلي. استخدم فيه كيسًا من القماش لتوضيح كيف يمكن للرجال ضرب شريكاتهم من أجل «إغلاق أفواههم» أثناء الإغلاق.
قالت ملجأ وهي مؤسسة خيرية في المملكة المتحدة معنية بالعنف المنزلي، في 6 نيسان 2020، أن المكالمات إلى خط المساعدة الخاص بها قد ارتفعت بنسبة 25% منذ بدء القيود، وأن الزيارات على موقعها الإلكتروني زادت بنسبة 150%. بعد بضعة أيام، ذكرت ملجأ زيادة 700% في المكالمات بيوم واحد. بالإضافة إلى ذلك، أفادت جمعية الاحترام الخيرية بارتفاع 16.6% في عدد المكالمات المتعلقة بالعنف المنزلي ضد الرجال.

### الولايات المتحدة
أثناء الإبلاغ عن إساءة معاملتهم، ذكر 951 متصلًا بين 10 و24 آذار مرض فيروس كورونا 2019، على الخط الساخن الوطني للعنف المنزلي. قالت إحدى المتصلات بالخط الساخن أنها «كانت تبقى في المنزل رغمًا عنها بعد أن هددها المعتدي بالاعتداء عليها بمطرقة وبندقية غير مرخصة» وكانت تستخدم الوباء كذريعة لمنعها من مغادرة المنزل. من بين 22 تطبيقًا للقانون تم استطلاعها بواسطة NBC News في أوائل نيسان 2020، ذكرت 18 وكالة أنها شهدت ارتفاعًا في التقارير في الشهر السابق. وشهدت هيوستن زيادة بنسبة 20% وشهدت شارلوت مكلنبورغ 18% وشهدت شرطة فينيكس قفزة بنسبة 6%. شهدت بعض الأماكن مثل مدينة نيويورك انخفاضًا في عدد الحوادث المبلغ عنها، على الرغم من أن الشرطة تعتقد أن الإغلاق الشديد والقلق بشأن الفيروس أدى إلى بعض التقارير غير المكتملة من قبل الضحايا. في 11 نيسان 2020، أشار الحاكم الجورجي بريان كيمب إلى تقرير مستشفى أتلانتا الذي أشارإلى «زيادة بنسبة 15% في حالات العنف المنزلي في مرافقهم» لم تتمكن وسائل الإعلام المحلية والمستشفيات والشرطة والمدافعون عن التحقق من هذا الادعاء، ولكنهم قالوا أن الرقم واقعي وسيتوافق مع الأدلة القصصية التي تلقوها في الأسابيع الأخيرة وتزايد خطر العنف المنزلي الذي يمثله وضع الإغلاق.

### المغرب
أعلنت اللجنة الوطنية للمرأة (NCW) ارتفاع نسبة العنف ضد النساء والأطفال خلال فترة الحجر المنزلي في المغرب، ومن أهم المُبادرات التي أطلقت لمحاربة العنف الأسري ضد النساء عن بعد، إطلاق منصة «كلنا معك» للاستماع إلى ضحايا العنف المبادرة التي تم تنفيذها بشراكة مع وزارة التضامن والتنمية الاجتماعية والمساواة والأسرة، بالإضافة إلى الاتحاد الوطني لنساء المغرب شبكة وطنية للمواكبة النفسية والاجتماعية عن بعد، عبر تفعيل 12 خلية إنصات بكل جهات المملكة.

## الاستجابة

### الحكومة
توصلت الحكومات إلى طرق جديدة لمعالجة العنف المنزلي في أوقات القيود المفروضة بسبب عمليات الإغلاق خلال وباء فيروس كورونا. أطلقت إيطاليا تطبيقًا يسمح بطلب المساعدة دون الحاجة لإجراء مكالمة هاتفية. أطلقت الحكومة الفرنسية مبادرة لمساعدة الضحايا عن طريق الخطوط الساخنة الجديدة وموقع على شبكة الإنترنت للموارد، إلى جانب تنفيذ كلمات مشفرة لإخبار موظفي الصيدلة بعد التعرف على البرنامج من إسبانيا وجزر الكناري.أنشأت أستراليا الغربية فرقة عمل COVID-19 للعنف الأسري والعنف المنزلي مع إدارة المجتمعات للعمل مع قوة الشرطة ومقدمي الخدمات لضمان استمرار الخدمات، وسمحت للمحاكم بفرض مواقع رقابة إلكترونية على الجناة ورفع العقوبات .
في نيسان، أطلقت الشرطة الإيرلندية «عملية Fauisimh» التي وصفت بأنها مبادرة استباقية لضمان دعم الضحايا وحمايتهم أثناء الفيروس. بشكل منفصل، أعلنت وزارة العدل في المقاطعة أنها خصصت 160 ألف يورو للمجوعات المجتمعية والتطوعية لدعم عملها وقدمت سلسلة من الإعلانات التلفزيونية والإذاعية ووسائل التواصل الاجتماعي لمحاولة الوصول إلى الضحايا.
أعادت الحكومة الإسكتلندية إطلاق حملتها التوعوية السابقة ضد العنف المنزلي في 10 نيسان 2020، حيث شدد وزير العدل حمزة يوسف على أنه يمكن للضحايا الاتصال بالشرطة وخدمات الدعم على مدار الساعة، حتى أثناء الأزمة، ولا يتعين عليهم الانتظار حتى انتهاء الأزمة. كان إعلانًا حكوميًا صدر في نفس اليوم أكثر تأكيدًا «لا تتاخر في طلب المساعدة خلال الوضع الحالي لفيروس كورونا».
في الهند، أعادت اللجنة الوطنية للمرأة إطلاق رقم WhatsApp طوال فترة الإغلاق .وهذا سيسمح للنساء بالاتصال بهن للحصول على مساعدة تتعلق بالعنف المنزلي من خلال الرسائل. تم تقديم شكوى واحدة من كل ست شكاوى جديدة خلال فترة الإغلاق على رقم WhatsApp هذا. أطلقت شرطة أوديشا حملة للاتصال والتأكد من وضع جميع حالات العنف المنزلي السابقة في الولاية. في بوني، سيتم فرض عقوبات مؤسسية على مرتكبي العنف المنزلي. ستقوم ثلاثة وكالات هندية تتعلق برفاهية المرأة بتنفيذ حملة مناهضة للعنف المنزلي مماثلة لحملة «رن الجرس» التابعة للأمم المتحدة .

### الأفراد والجمعيات الخيرية
تبرعت ريهانا بشكل خاص بمبلغ 2.1 مليون دولار أمريكي لصندوق عمدة لوس أنجلوس لمساعدة ضحايا العنف المنزلي المتضررين من عمليات الإغلاق، مع جمعيتها الخيرية، انضمت مؤسسة كلارا ليونيل إلى الرئيس التنفيذي لشركة تويتر جاك دورسي لمطابقة التبرعات مع محرك الأقراص. حاولت بعض منظمات الإيواء مثل مركز السلام المنزلي في سان رافئيل، كاليفورنيا تأمين تمويل الطوارئ لمساعدة النساء والأطفال في رعايتهم.

### منظمات العنف المنزلي
قامت بعض المنظمات بتغيير الخدمات التي تقدمها للمساعدة في إخراج الفرد من الموقف .بدأ أحدهم في ولاية بنسلفانيا بالعمل مع محامي المقاطعة بتوفير غرف فندقية للمتقدمين الذين تمنعهم أوامر الحماية من الإساءة من العيش مع المسيء .
ردًا على التقارير المثيرة للقلق، ذكرت وزيرة الداخيلة البريطانية، بريتي باتل في 29 آذار 2020 أنه لا يزال يسمح لضحايا العنف المنزلي بمغادرة منازلهم والبحث عن الأمان في ملجأ، وأن خط المساعدة الوطني للإساءات المنزلية ظل يعمل خلال الأزمة، وأنه تم بالفعل منح 1.6 مليار جنيه إضافية للمجالس المحلية «لمساعدة المحتاجين». أوصى باسكال فرانك، منسق مركز العدالة الأسرية في أنتويرب، الضحايا بتقليل مخاطر التصعيد عن طريق الحد من التفاعلات مع المسيئين (العمل أو الرياضة في غرف منفصلة)، الاتصال بخدمات المساعدة عبر الإنترنت ومسح سجل الدردشة بعد المحادثات مع عمال الإغاثة لمنع المسيئين من معرفة أنهم يبحثون عن المساعدة، لإيواء الناجين في المباني الفارغة حاليًا مثل الفنادق وحدائق الأكواخ، لتوسيع نظام AWARE الحالي (إساءة الاستخدام) طوارئ الاستجابة النشطة للنساء، حيث يمكن للضحية الاتصال بالشرطة على الفور عبر زر التطبيق أو زر التنبيه بعد التصعيد، لإجبار الشرطة والعدالة على طرد الجناة من المنزل أو اعتقالهم، وللأشخاص في شبكة دعم الضحية للحفاظ على الاتصال اليومي مع الضحية عبر الهاتف أوالدردشة .